# Up Exe
Up Exe – przysiółek w Anglii, w Devon. Leży 10,1 km od miasta Exeter, 66,8 km od miasta Plymouth i 251,3 km od Londynu. Up Exe jest wspomniana w Domesday Book (1086) jako Ulpesse/Olpessa.